# Гросклайн
Гросклайн (нем. Großklein) — ярмарочная коммуна (нем. Marktgemeinde) в Австрии, в федеральной земле Штирия. 
Входит в состав округа Лайбниц.  Население составляет 2295 человек (на 31 декабря 2005 года). Занимает площадь 27,78 км².

## Политическая ситуация
Бургомистр коммуны — Роберт  Дирнбёк (АНП) по результатам выборов 2005 года.
Совет представителей коммуны (нем. Gemeinderat) состоит из 15 мест.
- АНП занимает 10 мест.
- СДПА занимает 5 мест.